# 原生質體外路徑

原生質體外路徑和原生質體內路徑

质外体（英語：apoplast）是指植物细胞原生质体外围由细胞壁、细胞间隙和导管组成的系统，它是养分运输的重要途径，并有贮存养分和活化养分的功能。質體外途徑（apoplast pathway）是相對於共質體途徑的另一種無機鹽運輸方式，和共質體途徑同為高等植物把水及無機鹽從土壤運送到木質部的方法。
質外體一詞為1930年由德國植物學家恩斯特·閔希所取，用以與共質體區別。

## 運送過程
土壤中的水分和無機鹽由根吸收之後，不輸入細胞內，就沿著細胞壁中的空隙從表皮、皮層到內皮層，進入木質部。但是內皮層細胞壁中有不透水的凯氏带，會阻止水及離子的運送，因此到內皮層時，會又轉為共質體途徑，往細胞內部運送到木質部的導管。